# 사연천 (울산)
사연천(泗淵川)은 울산광역시 울주군 언양읍 태기리의 태기저수지에서 발원하여 대체로 동류하다가 언양읍 대곡리에서 태화강의 지류인 대곡천(현재 태화강 본류)의 사연호로 흘러드는 강이다.